# Ingwar Jaroslawitsch
Ingwar Jaroslawitsch (ukrainisch Інгвар Ярославич, russisch Ингварь Ярославич, * vor 1166; † nach 1212) war ein Fürst der Kiewer Rus.

## Biografie
Ingwar war ein Urenkel von Mstislaw I., ein Enkel von Isjaslaw II. und ein Cousin von Roman Mstislawitsch.
Im Jahr 1180 unterstützte Ingwar den damaligen Kiewer Großfürsten Rjurik Rostislawitsch bei seinem Feldzug gegen den Fürsten Tschernigows Swjatoslaw III. von Kiew.
Im Jahr 1201 begann Rjurik gegen Roman Mstislawitsch, der zu dieser Zeit Fürst von Halitsch-Wolhynien war, vorzugehen, welcher darauf seine eigenen Verbündeten gegen Rjurik sammelte. Rjurik wurde im Herbst desselben Jahres aus Kiew ausgewiesen. Da Roman seine westrussischen Gebiete nicht von Kiew aus kontrollieren konnte, ernannten er und dessen Verbündeter Wsewolod III. Ingwar, der zu dieser Zeit Fürst von Luzk gewesen war, zum Großfürst Kiews. Roman entschied sich für Ingwar, da dieser der älteste Fürst Wolhyniens und der zweitälteste noch lebende Urenkel von Mstislaw I. war. Rjurik eroberte Kiew am 2. Januar 1203 zurück. Ingwar kehrte daraufhin nach Luzk zurück und übernahm dort wieder den Thron.
In den Jahren 1211–1212 schickte Ingwar Milizen aus Luzk, Dorogobusch und Schumsk zum Fürstentum Halitsch-Wolhynien um bei einem Feldzug zur Unterstützung des aus dem Fürstentum vertriebenen Daniel Romanowitsch von Galizien zu helfen.
Im Juni 1212 unterstützte Ingwar den Fürsten von Smolensk Mstislaw Romanowitsch dabei Großfürst Wsewolod Swjatoslawitsch aus Kiew zu vertreiben. Mstislaw zog danach nach Wyschhorod, um dort die Ordnung wiederherzustellen. Ingwar wurde währenddessen temporär die Herrschaft über die Stadt überlassen. Mstislaw kehrte im selben Jahr nach Kiew zurück. Ingwar überließ ihm die Stadt wieder und kehrte erneut nach Luzk zurück.

## Familie
Ingwar hatte vier Kinder:
1. Isjaslaw Ingwarowitsch, Fürst von Dorogobusch, bei der Schlacht an der Kalka gefallen
2. Wladimir Ingwarowitsch, Fürst von Kamjanez
3. Jaroslaw Ingwarowitsch, Fürst von Luzk
4. Gremislawa von Luzk, heiratete Leszek I.